# Emir Azemović
Emir Azemović (ur. 6 stycznia 1997 w Novim Pazarze) – czarnogórski piłkarz, występujący na pozycji obrońcy.

## Kariera klubowa

### SL Benfica
31 sierpnia 2015 trafił do juniorskiej drużyny Benfici, w której zadebiutował 21 października 2015 w meczu Ligi Młodzieżowej UEFA przeciwko Galatasaray SK U19 (1:11). W lipcu 2016 został przeniesiony do drużyny Benfica B, ale nie zadebiutował w oficjalnym meczu. W styczniu 2017 został wysłany na wypożyczenie.

### AD Fafe
5 stycznia został wypożyczony na pół roku do AD Fafe, w którym zadebiutował 7 maja 2017 w meczu Liga Pro przeciwko Gil Vicente FC (1:3). Po zakończeniu sezonu jego klub zajął 20. miejsce w tabeli i spadł do Segunda Divisão, a on wrócił do Benfici.

### NK Domžale
15 września 2017 przeszedł do NK Domžale, w którym zadebiutował 23 maja 2018 w meczu Prva Liga przeciwko NK Triglav Kranj (0:4).

### FK Zemun
14 lipca 2018 przeszedł do FK Zemun, w którym zadebiutował 12 sierpnia 2018 w meczu Super ligi przeciwko FK Partizan (0:1). Pierwszą bramkę w barwach klubu zdobył 1 maja 2019 w meczu ligowym przeciwko OFK Bačka (7:0).

### Raków Częstochowa
21 czerwca 2019 podpisał trzyletni kontrakt z Rakowem Częstochowa z opcją przedłużenia o kolejny sezon. W klubie zadebiutował 27 lipca 2019 w meczu Ekstraklasy przeciwko Jagiellonii Białystok (0:1).

### NK Aluminij
5 sierpnia 2020 podpisał kontrakt ze słoweńskim klubem NK Aluminij.

## Kariera reprezentacyjna

### Czarnogóra U-21
W 2017 otrzymał powołanie do reprezentacji Czarnogóry U-21, w której zadebiutował 6 czerwca 2017 w meczu towarzyskim przeciwko reprezentacji Ukrainy U-21 (2:1).

## Statystyki

### Klubowe
(aktualne na dzień 6 sierpnia 2020)
| Klub               | Sezon              | Liga               | Liga  | Liga   | Puchar kraju | Puchar kraju | Suma  | Suma   |
| Klub               | Sezon              | Liga               | Mecze | Bramki | Mecze        | Bramki       | Mecze | Bramki |
| ------------------ | ------------------ | ------------------ | ----- | ------ | ------------ | ------------ | ----- | ------ |
| AD Fafe (wyp.)     | 2016/17            | Liga Pro           | 2     | 0      | –            | –            | 2     | 0      |
| AD Fafe (wyp.)     | Ogólnie            | Ogólnie            | 2     | 0      | 0            | 0            | 2     | 0      |
| NK Domžale         | 2017/18            | Prva Liga          | 1     | 0      | –            | –            | 1     | 0      |
| NK Domžale         | Ogólnie            | Ogólnie            | 1     | 0      | 0            | 0            | 1     | 0      |
| FK Zemun           | 2018/19            | Super liga         | 26    | 1      | 1            | 0            | 27    | 1      |
| FK Zemun           | Ogólnie            | Ogólnie            | 26    | 1      | 1            | 0            | 27    | 1      |
| Raków Częstochowa  | 2019/20            | Ekstraklasa        | 12    | 0      | 2            | 0            | 14    | 0      |
| Raków Częstochowa  | Ogólnie            | Ogólnie            | 12    | 0      | 2            | 0            | 14    | 0      |
| Ogólnie w karierze | Ogólnie w karierze | Ogólnie w karierze | 41    | 1      | 3            | 0            | 44    | 1      |

### Reprezentacyjne
| Reprezentacja   | Rok     | Mecze | Bramki |
| --------------- | ------- | ----- | ------ |
| Czarnogóra U-21 | 2017    | 9     | 0      |
| Czarnogóra U-21 | 2018    | 4     | 0      |
| Ogólnie         | Ogólnie | 13    | 0      |

| 1.  | 06.06.2017 | Ukraina                 | Ukraina U-21              | 2:1 |  | Mecz towarzyski  |
| 2.  | 08.06.2017 | Czarnogóra              | Słowenia U-21             | 3:2 |  | Mecz towarzyski  |
| 3.  | 12.06.2017 | Berane, Czarnogóra      | Gruzja U-21               | 3:2 |  | Mecz towarzyski  |
| 4.  | 01.09.2017 | Aktobe, Kazachstan      | Kazachstan U-21           | 1:1 |  | el. ME U-21 2019 |
| 5.  | 05.09.2017 | Nikšić, Czarnogóra      | Bośnia i Hercegowina U-21 | 1:1 |  | Mecz towarzyski  |
| 6.  | 05.10.2017 | Troyes, Francja         | Francja U-21              | 2:1 |  | el. ME U-21 2019 |
| 7.  | 09.10.2017 | Podgorica, Czarnogóra   | Słowenia U-21             | 1:3 |  | el. ME U-21 2019 |
| 8.  | 09.11.2017 | Nova Gorica, Słowenia   | Słowenia U-21             | 2:0 |  | el. ME U-21 2019 |
| 9.  | 14.11.2017 | Stara Zagora, Bułgaria  | Bułgaria U-21             | 3:1 |  | el. ME U-21 2019 |
| 10. | 23.03.2018 | Differdange, Luksemburg | Luksemburg U-21           | 1:3 |  | el. ME U-21 2019 |
| 11. | 27.03.2018 | Nikšić, Czarnogóra      | Francja U-21              | 0:2 |  | el. ME U-21 2019 |
| 12. | 11.09.2018 | Nikšić, Czarnogóra      | Bułgaria U-21             | 0:0 |  | el. ME U-21 2019 |
| 13. | 12.10.2018 | Nikšić, Czarnogóra      | Luksemburg U-21           | 3:0 |  | el. ME U-21 2019 |

## Życie prywatne
Urodzony na terytorium Jugosławii, posiada również serbskie obywatelstwo.